# Royale Jeunesse sportive taminoise
 (août 2021).
Si vous disposez d'ouvrages ou d'articles de référence ou si vous connaissez des sites web de qualité traitant du thème abordé ici, merci de compléter l'article en donnant les références utiles à sa vérifiabilité et en les liant à la section « Notes et références ».
Maillots
Dernière mise à jour : 19 août 2021.
La Royale Jeunesse Sportive Taminoise est un club belge de football basé à Tamines (dans l'entité Sambreville). Fondé le 3 septembre 1943, le club porte le matricule 3939. Ses couleurs sont le noir et le blanc.
Le club évolue en Divicion 3 ACFF lors de la saison 2021-2022. C'est sa 17e saison en séries nationales, dont 13 au 4e niveau.

## Repères historiques
- 1943 : 3 septembre 1943, fondation de JEUNESSE SPORTIVE TAMINOISE. Le 20 septembre 1943, le club s'affilie à l'URBSFA qui lui attribue le  n° de matricule 3939.
- 1993 : 5 octobre 1993, JEUNESSE SPORTIVE TAMINOISE (3939) est reconnue « Société Royale » mais ne change pas immédiatement sa dénomination[1]. C'est pour cela qu'apparaît dans certaines archives, l'appellation Jeunesse Sportive Taminoise Société Royale (3939). Cependant, le club utilise régulièrement l'appellation non-officielle  de Royale Jeunesse Sportive Taminoise (3939).
- 1994 : 1er juillet 1994, JEUNESSE SPORTIVE TAMINOISE (3939) prend officiellement l'appellation de JEUNESSE SPORTIVE TAMINOISE SOCIÉTÉ ROYALE (3939)[1]. Cependant, le club utilise régulièrement l'appellation non-officielle  de Royale Jeunesse Sportive Taminoise (3939). On ne connaît pas avec certitude la date où cette dénomination est officialisée. Certains avancent que c'est lorsque atteint les séries nationales pour la première fois, mais cela reste une hypothèse à démontrer.
- 2001 : JEUNESSE SPORTIVE TAMINOISE SOCIÉTÉ ROYALE (3939) accède pour la première fois aux séries nationales. Cette première expérience dure quatre saisons.

## Histoire
La Jeunesse Sportive Taminoise voit le jour le 3 septembre 1943, durant la difficile période de la Seconde Guerre mondiale. Il rejoint l'URBSFA dès le 20 septembre 1943 et se voit attribuer le matricule 3939.

### Le club des Allous
Alors que dans le courant du XXe siècle, les habitants de Tamines sont longtemps surnommés les "Poêliers" (en raison des nombreuses fabriques de poêles que comptent l'entité), les membres et les joueurs de la Jeunesse sont les appelés les "Allous" (aussi orthographié "Alloux").En ancien dialecte, un "Alleu" signifie une "terre enclavée". La zone où est installée "Jeunesse taminoise" était une Seigneurie appartenant à ce qui était alors le Comté de Namur mais était « encerclé » par des possessions de l'ancienne Principauté de Liège. La rivalité opposant les cercles taminois "Entente" (situé plus bas vers la Sambre) et "Jeunesse" (sur les hauteurs) y trouve en partie sa source. C'est une explication originale quand on sait que nombre de rivalités entre cercles sportifs eurent le plus souvent des origines politico-confessionnelles (catholiques contre libéraux et/ou socialistes, etc.).

#### Un lointain prédécesseur
La localité de Tamines s'est mise au football dès le début du XXe siècle avec la création, dès 1905, du Cercle de Tamines, qui devient une quinzaine d'années plus tard l'Entente Tamines.
Mais on sait qu'en 1913, un club appelé CS alloutois Tamines s'est affilié à l'UBSFA. Hélas on perd rapidement trace de cette entité qui a vraisemblablement disparu durant le premier conflit mondial au début duquel la localité fut sévèrement meurtrie (voir : Massacre de Tamines)

### Longtemps anonyme
La JS taminoise reste plusieurs décennies un club relativement discret calfeutré dans l'anonymat des séries provinciales, et dans l'ombre de ses voisins plus réputés, la grande rivale de l'Entente Tamines évidemment, mais aussi l'UBS Auvelais, ou encore de la proximité de cercles hennuyers de la périphérie de Charleroi distante d'une vingtaine de kilomètres.

### Au revoir Entente, bonjour Jeunesse[style à revoir]
C'est après l'arrivée à la tête du club de Jesus Roman, un entrepreneur aux origines espagnoles, grand aficionados du Réal Madrid , que le matricule 3939 connait son principal essor.
Le club accède pour la première fois aux séries nationales à l'occasion de la saison 2001-2002. Coïncidence du destin et ironie du sport, quelques semaines avant les grands débuts de la Jeunesse en nationale, le grand rival local porteur du matricule 127 (l'Entente sambrevilloise, anciennement R. Entente Tamines) est mis en "instance de démission" par l'URBSFA .
La première aventure de la Jeunesse en "Promotion" débute assez bien. Dirigé par Philippe Rasquin, les "Allous" se rassurent très vite et ponctuent le "maiden" saison à la 9e place dans une série gagnée par le matricule 8 qui a adopté l'appellation de R. Excelsior Dison-Verviers à cette époque. Les 2e et 3e sont également relativement calme avec à chaque fois une 8e place au classement final. Cependant, la "saison 4" est totalement pourrie[style à revoir]. L'équipe, qui a entretemps été reprise par Vicenzo "Vincent" Micelli, possède largement le potentiel d'une série finalement gagnée[réf. nécessaire] par le matricule 8 qui douze mois plus tôt était revenu aussi vite de Division 3 qu'il n'y était monté et qui avait entretemps retrouvé son nom de CS verviétois. Les "Allous" ne sont jamais en mesure d'exprimer leurs capacités réelles d'autant que le noyau est miné par les blessures.[réf. nécessaire] La saison tourne à la déconfiture totale avec une dernière place à 10 points du 15e classé, l'Alliance Melen-Micheroux. Le 14e classé et troisième descendant direct est la R.US Bercheux, laquelle allait arrêter ses activités peu après. La R. JS Bas-Oha gagne un test-match contre le R. FC Meux, lequel se retrouve aux barrages dont il ne se sort pas et est aussi relégué, comme la JS taminoise en "P1" namuroise.

### Montées et descentes
Dès la saison suivante, la Jeunesse ambitionne de remonter mais le titre lui échappe de peu et revient à la RJ aischoise. Les Allous gagnent le tour final de P1 namuroise et accèdent au tour final interprovincial. Au premier tour, la "RJST" s'impose devant les Luxembourgeois de l'US Givry (4-2), mais lors de la manche décisive, ils doivent déchanter en se faisant surprendre par le R. CSJ de Grivegnée (2-1, après prolongation). Lors du repêchage des battus, la RJS taminoise gagne (3-1) contre le R. Soignies Sports. La disparition du K Beringen Heusden-Zolder SK libère une place en Division 3 où il était théoriquement relégué. C'est au R. FC de Liège que revient cette place et la Jeunesse taminoise est repêché pour remplacer le "matricule 4" en "Promotion".
Le matricule 3939 preste deux saisons moyennes, bouclées à chaque fois à la 10e place.
À l'occasion de la saison 2008-2009, la Jeunesse taminoise découvre certaines vicissitudes de la vie en séries nationales. Elle se retrouve versée non plus en "Serie D" comme lors de toutes ses saisons précédentes, mais en "Série A", c'est-à-dire avec des cercles hennuyers et surtout des deux Flandres (occidentale et orientale). La "croyance populaire" sanctionne ce groupe "A" de plus solide et de plus fort que celui habituellement composé avec des formations liégeoises, luxembourgeoiseset namuroise.[réf. nécessaire] Cette idée toute faite est évidemment totalement erronée. La valeur sportive des séries varie d'une saison à l'autre. La principale différence réside dans la qualité des terrains de jeu. En Flandre, sous-sol sabloneux aidant, ils souvent de meilleure qualité que la majorité de ceux des provinces wallonnes, tracés sur des sous sols calcareux ou argileux.[réf. nécessaire] Les "plus méchantes langues" condamnent Tamines avant même le coup d'envoi de la saison.[réf. nécessaire] Mais les Allous réalisent une saison exceptionnelle, en fait la meilleure jamais réalisée en Nationale. De nouveau sous la conduite de Philippe Rasquin, les "Blanc et Noir" déjouent les augures les plus pessimistes. Après un début de compétition discret, le cercle sambrien s'installe aux commandes. La Jeunesse reste en course pour le titre jusqu'au terme d'une compétition qui malheureusement pour elle compte "trois rencontres de trop". Tamines concède trois défaites lors de ses derniers matches, soit autant que lors des 27 parties précédentes! C'est finalement Coxyde qui est sacré. Le club sambrien peut se consoler avec le meilleur classement de son histoire : 3e. Mais la déception est bel et bien présente. D'une part parce que le titre semblait si proche, mais aussi parce que malgré son excellent classement, Tamines n'accède pas au tour final pour la montée en D3. Deux clubs classés derrière les Allous (Torhout KM 1992 et K. VK Ieper) ont remporté un tranche et sont donc qualifiés. Ces deux clubs sont finalement promus en Division 3, au terme d'un tour final qui octroie quatre places (au lieu de deux habituellement) Cela à la suite de la réforme de la Jupiler League et du passage de la D3 de 32 à 36 équipes (2x18).
Pleine de confiance, la R. JS taminoise entame la saison suivante dans la "Série D", mais déchante rapidement. Les premières rencontres sont décevantes et l'équipe flirte[style à revoir] avec la zone rouge. Elles se reprend joliment mais ne peut faire mieux qu'une 7e place, à bonne distance (13 points) du dernier qualifié pour le tour final, alors que le championnat est remporté haut la main par l'Entente bertrigeoise.
En 2010-2011, la Jeunesse taminoise retrouve la "Série A". Sous la conduite de Vincent André, le groupe vit une saison fort irrégulière. Il oscille entre le milieu de tableau et la zone dangereuse. Un litige administratif (pour un joueur non en ordre de jouer) lui coûte finalement 4 points préjudiciables. Malgré des exploits ponctuels, comme cette victoire contre le Mouscron-Péruwelz qui coûte finalement le titre à cette équipe, Tamines gère mal le stress de fin de compétition et ne peut éviter la place de barragiste. En déplacement au SK Berlare, le bateau prend l'eau de toutes parts[style à revoir] (6-2). Contraint de disputer le tour final interprovincial, le cercle sambrien se déplace au FC Jeunesse Lorraine Arlonaise et pense avoir fait le plus dur en ouvrant le score, mais en fin de match, les Luxembourgeois inversent la vapeur[style à revoir] et s'imposent (2-1). La Jeunesse taminoise retourne en P1 namuroise.

### L'ascenseur, acte 1[style à revoir]
En 2012, les Allous enlèvent le titre provincial et retournent en "Promotion". L'exercice 2012-2013 est difficile. Le matricule 3939 connait plusieurs périodes difficiles et ne parvient pas à afficher la régularité nécessaire pour s'éloigner de la zone rouge. Les performances du club sambrien vont en déclinant. Neuvièmes après 10 rencontres, les Allous ne se classent que 13e de la deuxième période et seulement 15e lors de la troisième tranche.
Durant ce championnat, la JS taminoise concède quelques lourds revers qui lui coûtent cher au décompte final : (0-6) contre le  et (2-6) contre l'Olympic de Charleroi, ou encore (7-0) au Club liégeois ou (5-2) à Sprimont-Comblain, le futur champion. C'est ainsi que le club est au départ de la dernière journée avec le même nombre de points et de victoires (33-9) que ses deux derniers rivaux (FC Charleroi et FC JL arlonaise), mais avec un différence de buts très négative (-20) alors que ses deux rivaux directs sont à (-9). Si Arlon gagne amplement (2-7) à Cité Sport, le FC Charleroi est battu (0-1) par Aywaille. Mais la Jeunesse ne profite pas du revers des Carolos et passe au travers contre une équipe de Faymonville pourtant démotivée[réf. nécessaire] (0-3). C'est une nouvelle fois les barrages qui attendent les Allous.

#### Pénalisé par un règlement adapté
En raison d'un dossier disciplinaire impliquant le Lyra et le Léopold Uccle FC (perte de points pour un joueur non-qualifié ) qui a longtemps trainé à la fin de la saison précédente, l'URBSFA a choisi de repêcher deux cercles injustement relégués (le classement final aurait dû être différent). Saint-Ghislain Tertre-Hautrage (relégué après les barrages) et Katelijne-Waver (descendant direct) ont pu à nouveau prester en Promotion. Cela à porter à 66 le nombre de clubs engagé au lieu des 64 prévus.
Bien que, à la suite d'un autre imbroglio juridico-administrafif, le FC Tournai ait été replacé en Division 3, le nombre de clubs doit être nivelé car il y a un descendant de plus venant de D3 et un club excédentaire en Promotion. La fédération adapte le règlement habituel du Tour final interprovincial, déclarant que les deux perdants du barrage entre les 13e classés de Promotion devraient descendre alors que les vainqueurs seraient reversés dans le Tour final interprovincial Habituellement, les vainqueurs de ce barrage assurent leur maintien.
La JS taminoise accueille le K. FC Sparta Petegem et gagne (1-0). Alors qu'ils auraient donc habituellement été sauvés, les Allous doivent encore gagner deux rencontres à la suite de l'adaptation du règlement. Battu (2-1), Gosselies, Tamines est renvoyé en "P1" !

### L'ascenseur, acte 2[style à revoir]
En 2014, la Jeunesse sportive taminoise enlève le titre provincial en surclassement et revient directement en "Promotion".
Le Championnat 2014-2015 est de nouveau un exercice stressant pour les "Allous"'. Après un excellent parcours en Coupe de Belgique, l'équipe, toujours dirigée par Vincent André et bien cotée par les observateurs neutres, ne trouve pas ses marques. Elle traîne longtemps au fond du classement. À la faveur d'un excellent deuxième tour, la Jeunesse se repositionne juste au-dessus de la zone rouge, mais elle doit lutter jusqu'à la dernière journée, pour éviter la place de barragiste. Cette fois, la différence de buts meilleure de deux unités par rapport au FC Tilleur est à l'avantage des Taminois qui assurent leur maintien.

## Résultats dans les divisions nationales
Statistiques mises à jour le 30 juin 2018

### Bilan
| Niv | Divisions     | Jouées | Titres | TM Up | TM Down |
| --- | ------------- | ------ | ------ | ----- | ------- |
| I   | 1re nationale | 0      | 0      |       |         |
| II  | 2e nationale  | 0      | 0      |       |         |
| III | 3e nationale  | 0      | 0      |       |         |
| IV  | 4e nationale  | 12     | 0      |       | 2       |
| V   | 5e nationale  | 5      | 0      |       | 1       |
|     |               |        |        |       |         |
|     | TOTAUX        | 17     | 0      | 0     | 3       |

- TM Up : test-match pour départager des égalités, ou toutes formes de Barrages ou de Tour final pour une montée éventuelle.
- TM Down : test-match pour départager des égalités, ou toutes formes de Barrages ou de Tour final pour le maintien.

### Classements saison par saison
| Ordre               | Saison  | Nom du club     | Niveau                          | Classement final | Remarques        |
| ------------------- | ------- | --------------- | ------------------------------- | ---------------- | ---------------- |
| 1                   | 2001-02 | R. JS Taminoise | Promotion série D               | 9e/16            |                  |
| 2                   | 2002-03 | R. JS Taminoise | Promotion série D               | 8e/16            |                  |
| 3                   | 2003-04 | R. JS Taminoise | Promotion série D               | 8e/16            |                  |
| 4                   | 2004-05 | R. JS Taminoise | Promotion série D               | 16e/16           | Relégué !        |
| séries provinciales |         |                 |                                 |                  |                  |
| 5                   | 2006-07 | R. JS Taminoise | Promotion série D               | 10e/16           |                  |
| 6                   | 2007-08 | R. JS Taminoise | Promotion série D               | 7e/16            |                  |
| 7                   | 2008-09 | R. JS Taminoise | Promotion série A               | 3e/16            |                  |
| 8                   | 2009-10 | R. JS Taminoise | Promotion série D               | 7e/16            |                  |
| 9                   | 2010-11 | R. JS Taminoise | Promotion série A               | 13e/16           | Relégué !        |
| séries provinciales |         |                 |                                 |                  |                  |
| 10                  | 2012-13 | R. JS Taminoise | Promotion série D               | 13e/16           | Relégué !        |
| séries provinciales |         |                 |                                 |                  |                  |
| 11                  | 2014-15 | R. JS Taminoise | Promotion série D               | 12e/16           |                  |
| 12                  | 2015-16 | R. JS Taminoise | Promotion série D               | 9e/16            | Relégué !        |
| 13                  | 2016-17 | R. JS Taminoise | Division 3 Amateur ACFF série A | 13e/14           | Barrages !       |
| 14                  | 2017-18 | R. JS Taminoise | Division 3 Amateur ACFF série A | 10e/16           |                  |
| 15                  | 2018-19 | R. JS Taminoise | Division 3 Amateur ACFF série A | 14e/16           | Relégué !        |
| séries provinciales |         |                 |                                 |                  |                  |
| 16                  | 2020-21 | R. JS Taminoise | Division 3 ACFF série A         | N/A              | Saison annulée ! |
| 17                  | 2021-22 | R. JS Taminoise | Division 3 ACFF série A         | .../15           |                  |
| 18                  | 2022-23 | R. JS Taminoise | Division 3 ACFF série A         | .../16           |                  |
| 19                  | 2023-24 | R. JS Taminoise | Division 3 ACFF série A         | 16e/16           | Relégué !        |
| séries provinciales |         |                 |                                 |                  |                  |